# Trans European Airways

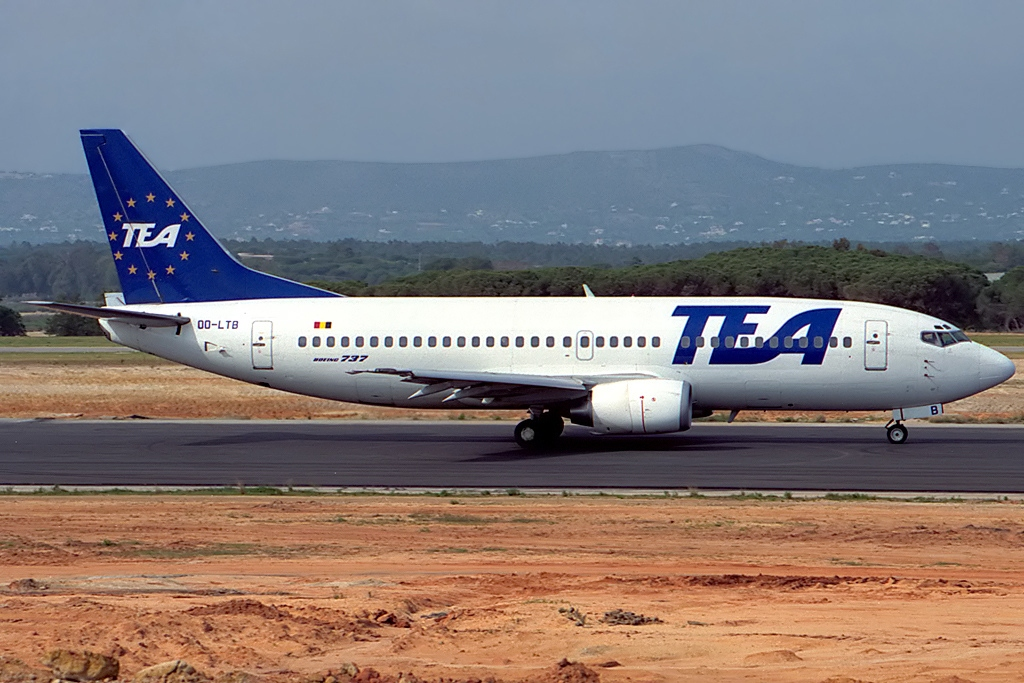
TEA

Trans European Airways (TEA) was een Belgische luchtvaartmaatschappij die tussen 1971 en 1991 voornamelijk chartervluchten uitvoerde vanaf de Brusselse luchthaven Zaventem. Ook had de maatschappij dochterondernemingen in vier andere Europese landen.

## Geschiedenis
TEA (Call Sign: Belgair) werd in 1971 opgericht door Georges Gutelman. De vloot bestond in de eerste jaren uit tweedehands Boeing 707 en 720 toestellen. Al snel kwamen daar nieuwe toestellen bij zoals de Airbus A300 en Boeing 737. In 1976 nam het touroperator Sunsnacks over en richtte het een eigen technische dienst op, TEAMCO.
In de jaren tachtig groeide TEA snel en richtte ook buitenlandse dochterondernemingen op in Groot-Brittannië (TEA-UK), Frankrijk (TEA-FRANCE), Italië (TEA-ITALY) en Zwitserland (TEA-BASEL). Het begin van de Golfoorlog in augustus 1990 en daarop volgende terugloop in het vakantieverkeer leidde tot het faillissement van de maatschappij op 27 september 1991. Alleen het Zwitserse dochterbedrijf van TEA bleef bestaan tot het in 1998 voor 40% in handen kwam van easyJet en in 1999 werd omgedoopt tot easyJet Switzerland.

## Vloot
TEA vloog gedurende haar bestaan met de volgende vliegtuigen:
- 3 - Boeing 720
- 4 - Boeing 707-100
- 2 - Airbus A300
- 11 - Boeing 737-200
- 14 - Boeing 737-300

## Codes
- IATA Code: HE
- ICAO Code: TEA